# Замок любви
«Замо́к любви́» — висячий замок, который символически воплощает чувства влюблённых и молодожёнов друг к другу и выступает залогом их верности. «Замки́ любви» вывешивают на мостах, фонарях и т. д. Они бывают маленькие и большие, с именами или без имён, разной формы и конструкций.

## Мосты любви
Принято считать, что традиция пришла из Флоренции, где юноши и девушки стали вешать замки на памятник скульптору Бенвенуто Челлини на знаменитом мосту Понте Веккьо, а ключики выбрасывать в реку Арно. В Риме обряд распространился благодаря его упоминанию в двух романах Федерико Моччиа, «Три метра над небом» (1992) и «Я тебя хочу» (2006). Поначалу замки приковывали к фонарному столбу на Мульвиевом мосту, однако под их тяжестью в апреле 2007 года столб обрушился. Во Флоренции, где с одного моста в год снимали до 400 килограммов железа, мэр города Леонардо Доменичи (итал. Leonardo Domenici) за развешивание «замков любви» ввёл штраф в размере 50 евро. В 2014 году в Париже под тяжестью замков любви обрушилась часть парапета моста Искусств.

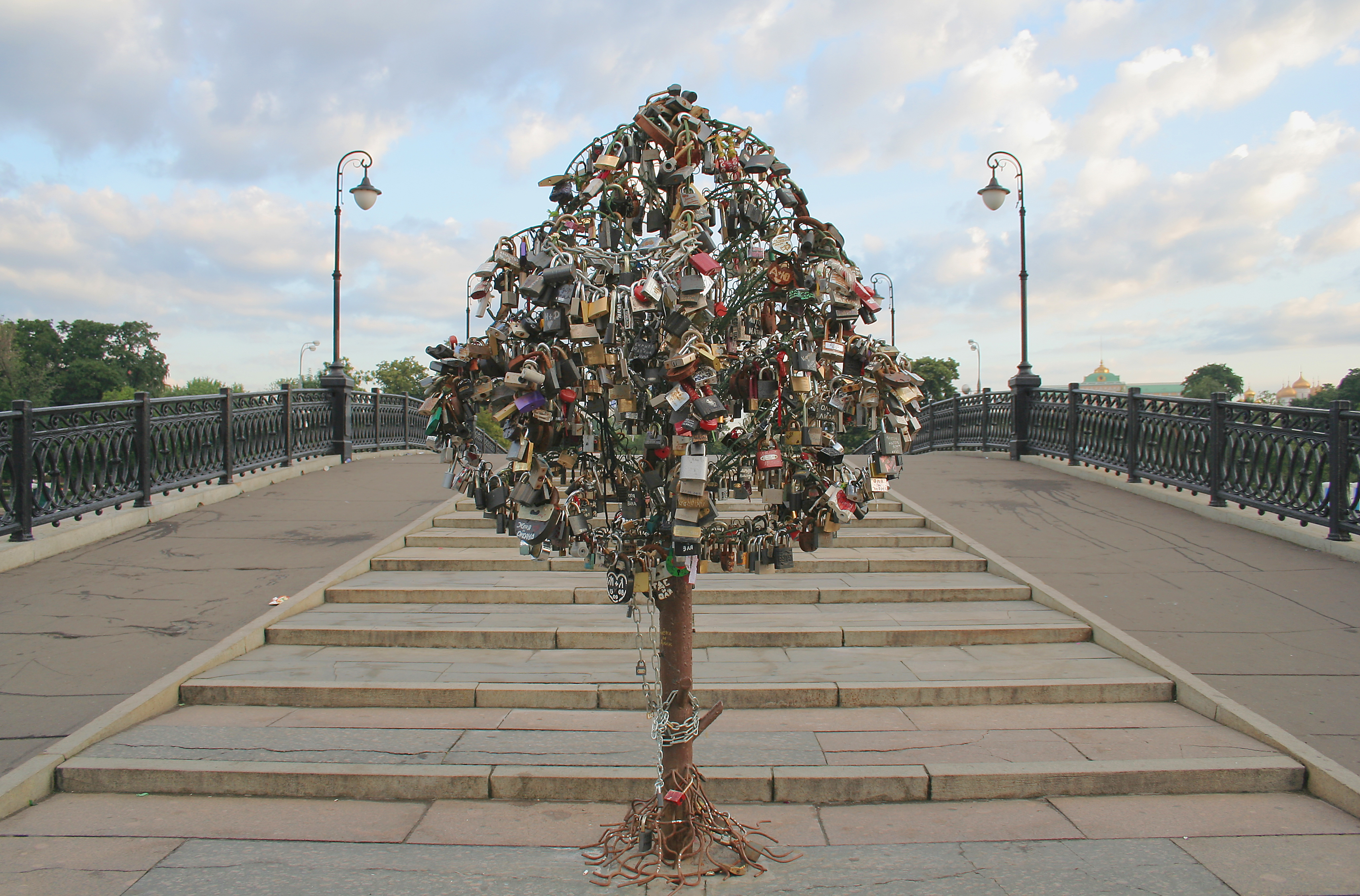
Дерево любви на Лужковом мосту в Москве
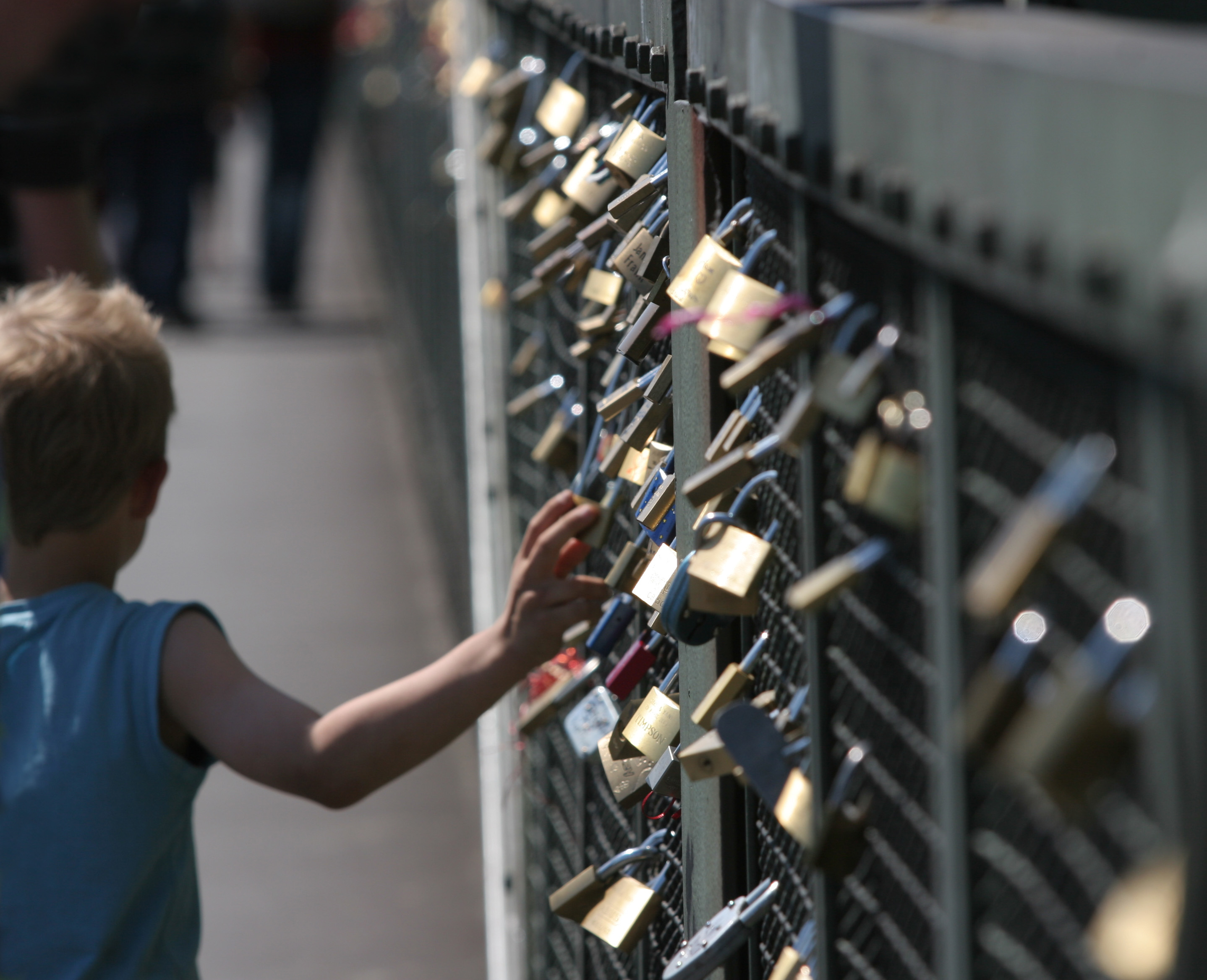
Замки любви в Кёльне
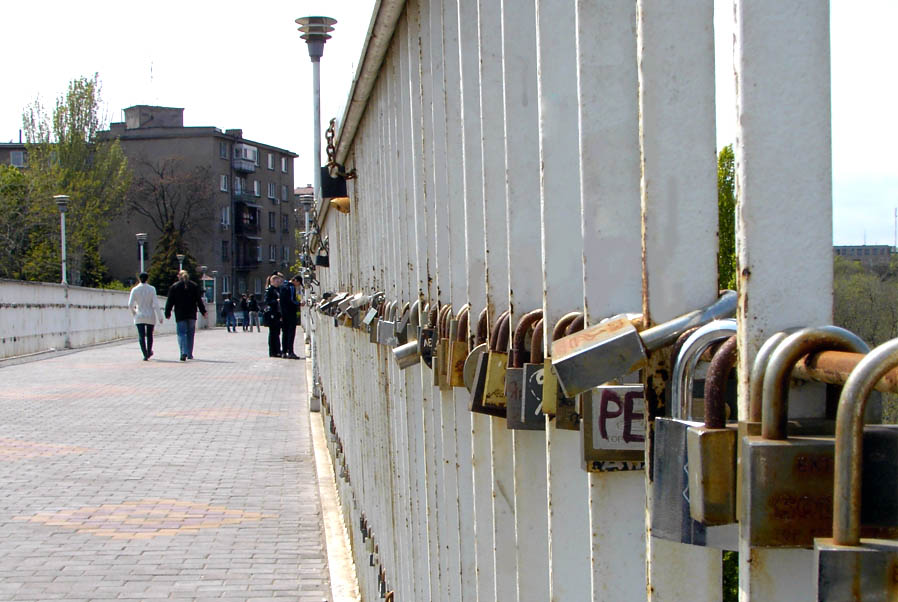
Замки любви на Тёщином мосту в Одессе
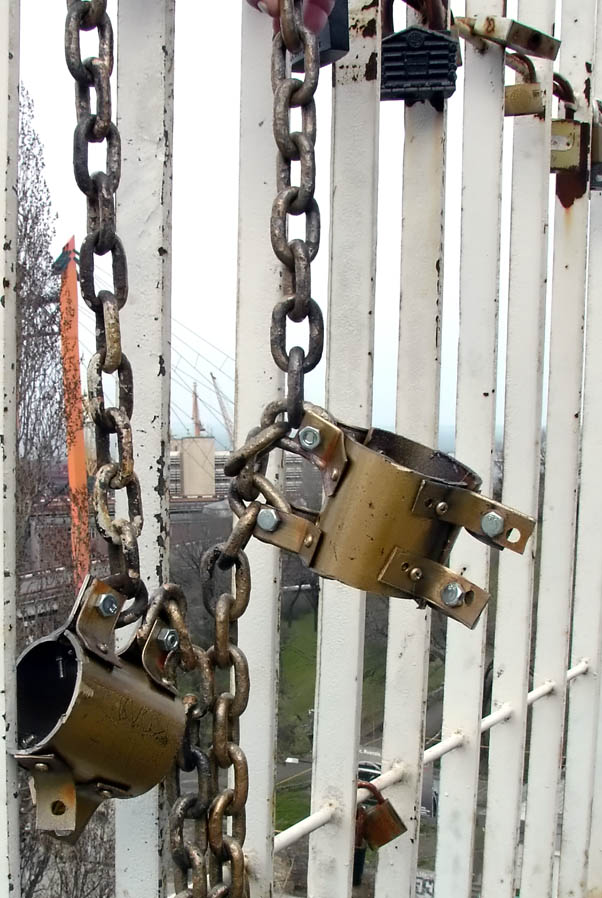
В Одессе бывают и такие "узы" любви
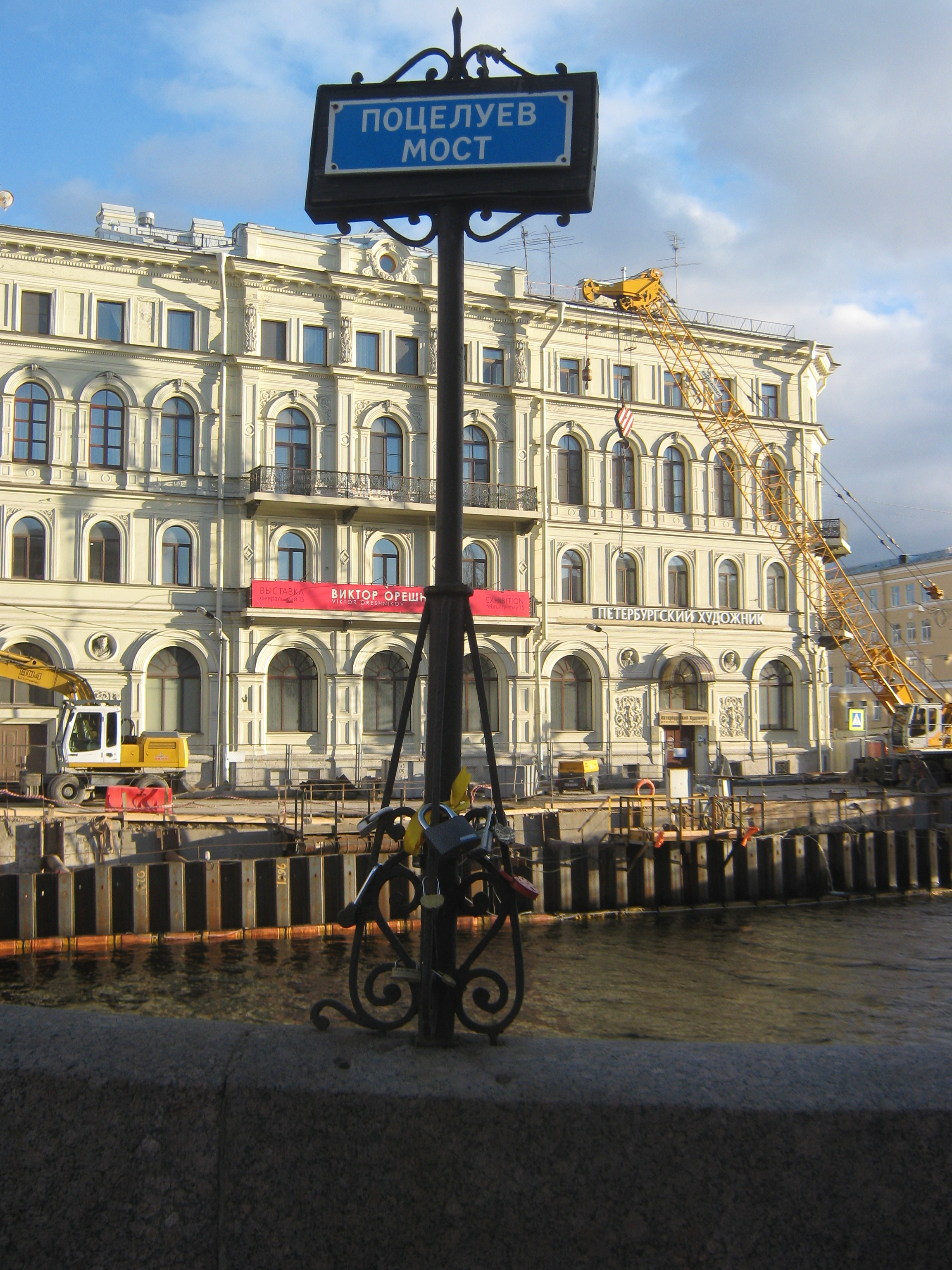
перед Поцелуевым мостом в Санкт-Петербурге
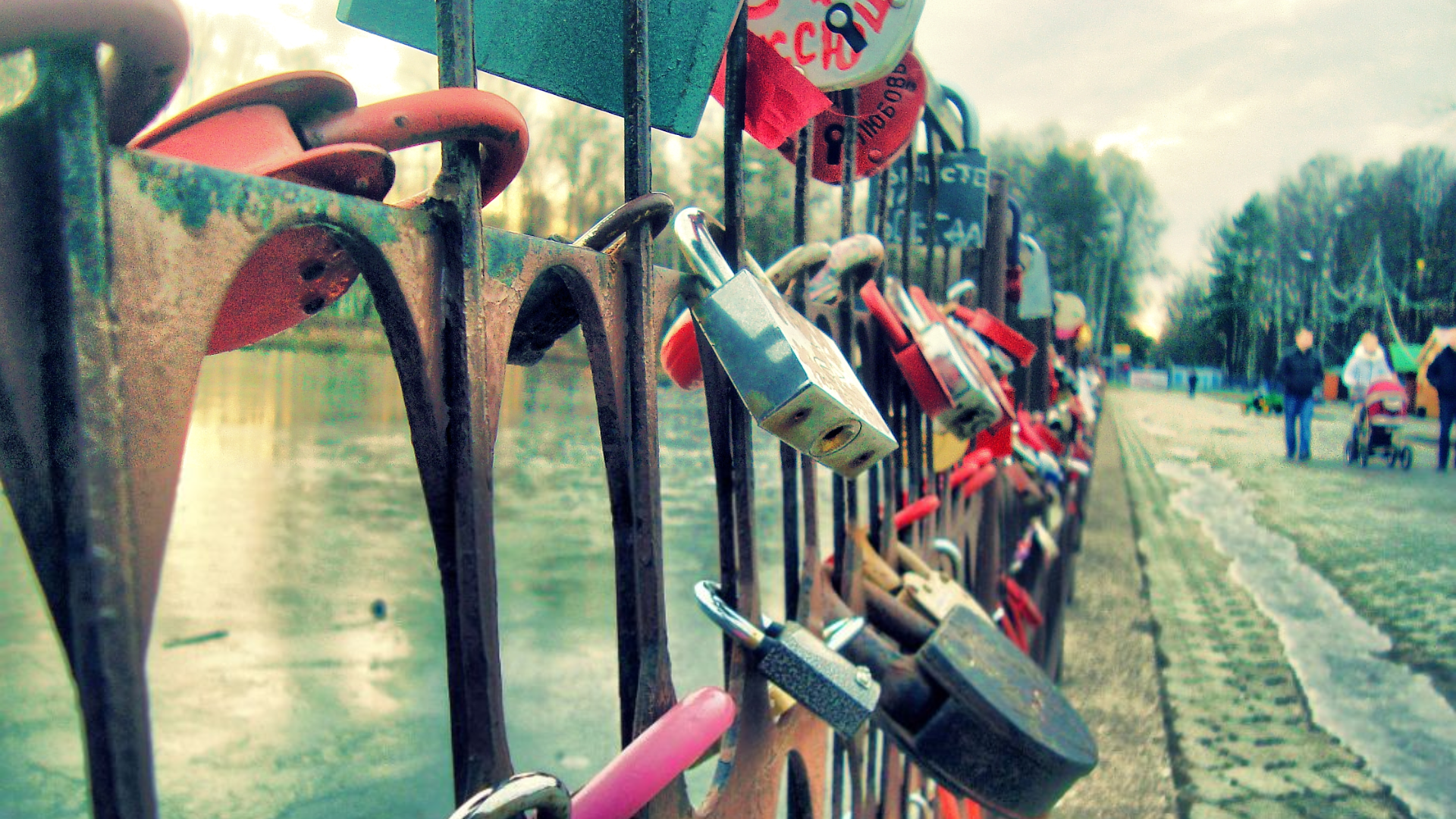
Замки любви в Нижнем Новгороде

## Дерево любви
В Москве «мостом любви» считается Лужков мост, где установлены несколько «деревьев любви».